# 미국의 세기

아메리카 합중국의 국기

미국의 세기, 아메리칸 센추리 (American Century)는 20세기 중반부터 정치적, 경제적, 문화적 측면에서 미국이 크게 지배한 시기를 특징짓는 용어다. 이는 1815년~1914년을 대영제국의 세기로 일컬은 것과 비슷하다. 미국의 영향력은 20세기 전반에 걸쳐 커졌지만, 특히 제2차 세계 대전이 끝난 후 미국과 소련이라는 두 초강대국만 남게 되면서 지배적인 국가로 변모했다. 1991년 소련이 해체된 후 미국은 세계 유일의 초강대국으로 남았고 헤게모니 또는 일각에서 초강대국이라고 부르는 것이 되었다.

## 용어의 기원
타임지 발행인 헨리 루스가 20세기 미국의 역할이 무엇이고, 무엇이 돼야 하는지 설명하기 위해 만든 용어이다. 선교사의 아들인 루스는 1941년 2월 17일 라이프 지 사설에서 미국이 고립주의를 버리고 세계의 선한 사마리아인이 되어 민주주의를 전파하는 선교사의 역할을 할 것을 촉구했다. 그는 미국이 민주적 가치를 수호하기 위해 제2차 세계대전에 참전할 것을 촉구했다.
17세기, 18세기, 19세기에 걸쳐 이 대륙은 다양한 사업과 장대한 목표로 가득 찼다. 그 중에서도 그 모든 것을 함께 엮어 전세계 역사상 가장 흥미로운 깃발로 만들어낸 것은 자유의 승리였다.
우리는 모두가 이 정신 안에서, 각자의 능력에 맞게, 그리고 각자의 시야가 펼쳐지는 가장 드넓은 지평 속에서 제 역할을 다하기를 요청한다. 이것은 최초의 위대한 미국의 세기를 창조하려면 요구되는 것이다.

민주주의와 다른 미국의 이상은 "인류의 삶을 짐승의 수준에서 시편 기자가 천사보다 약간 낮은 수준으로 끌어올리는 신비한 일을 할 것"이다. 오직 미국의 세기 아래서만 세계는 "건강과 활력의 고상함 속에서 살아날" 수 있다.
데이비드 하비의 연구에 따르면 루스는 "부여 된 권한은 영토 적으로 특정하기보다는 전 세계적이고 보편적이므로 Luce는 제국보다는 미국 세기에 대해 이야기하는 것을 선호했다"고 보았다. 같은 기사에서 그는 미국이 "우리가 적합하다고 생각하는 목적을 위해 그리고 적합하다고 생각하는 수단을 통해 세계에 우리 영향력의 완전한 영향을 행사할 것"을 촉구했다.

## 초창기 양상

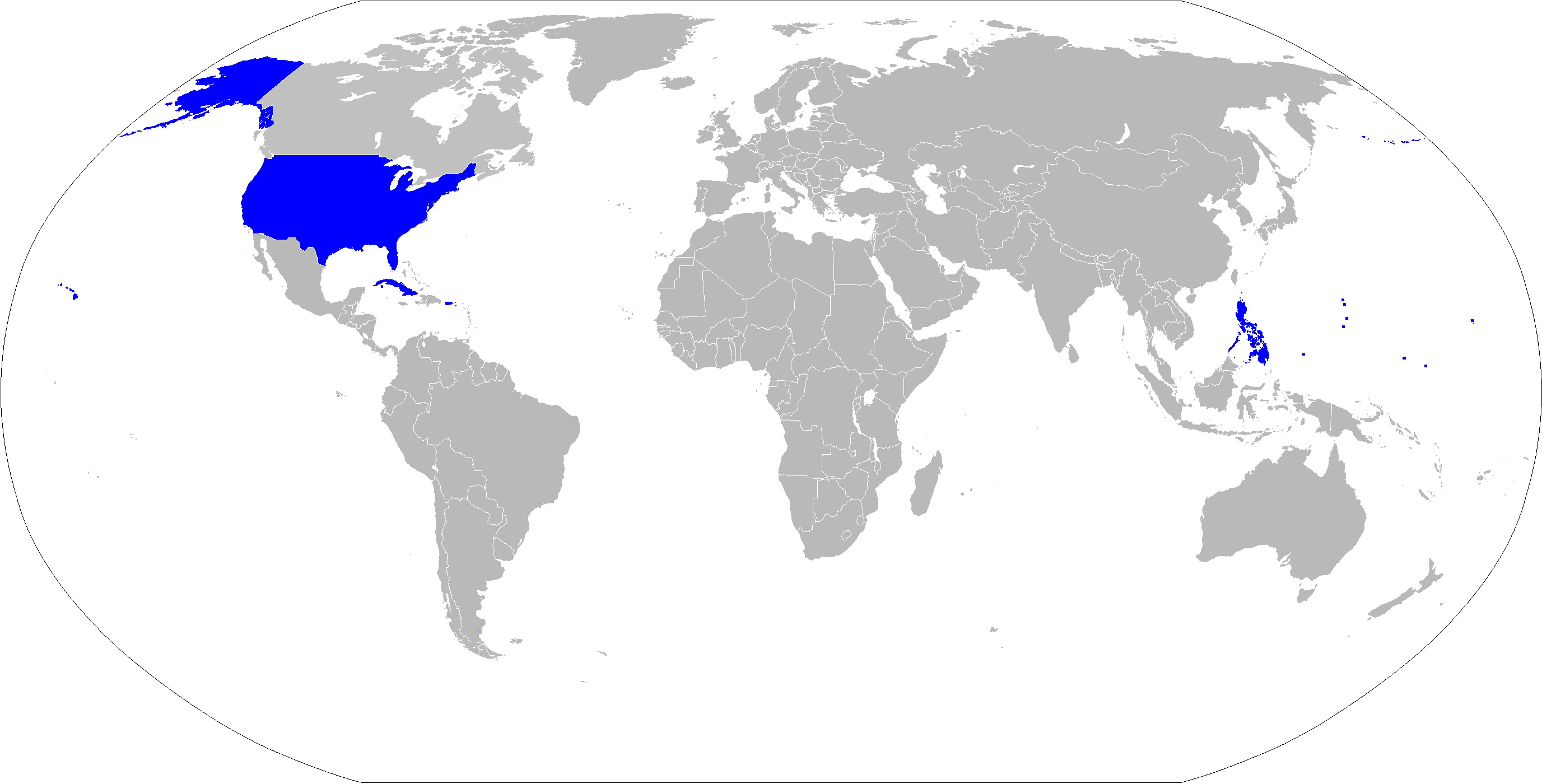
미국-스페인 전쟁 (1898년~1902년) 당시 미국의 최대 강역

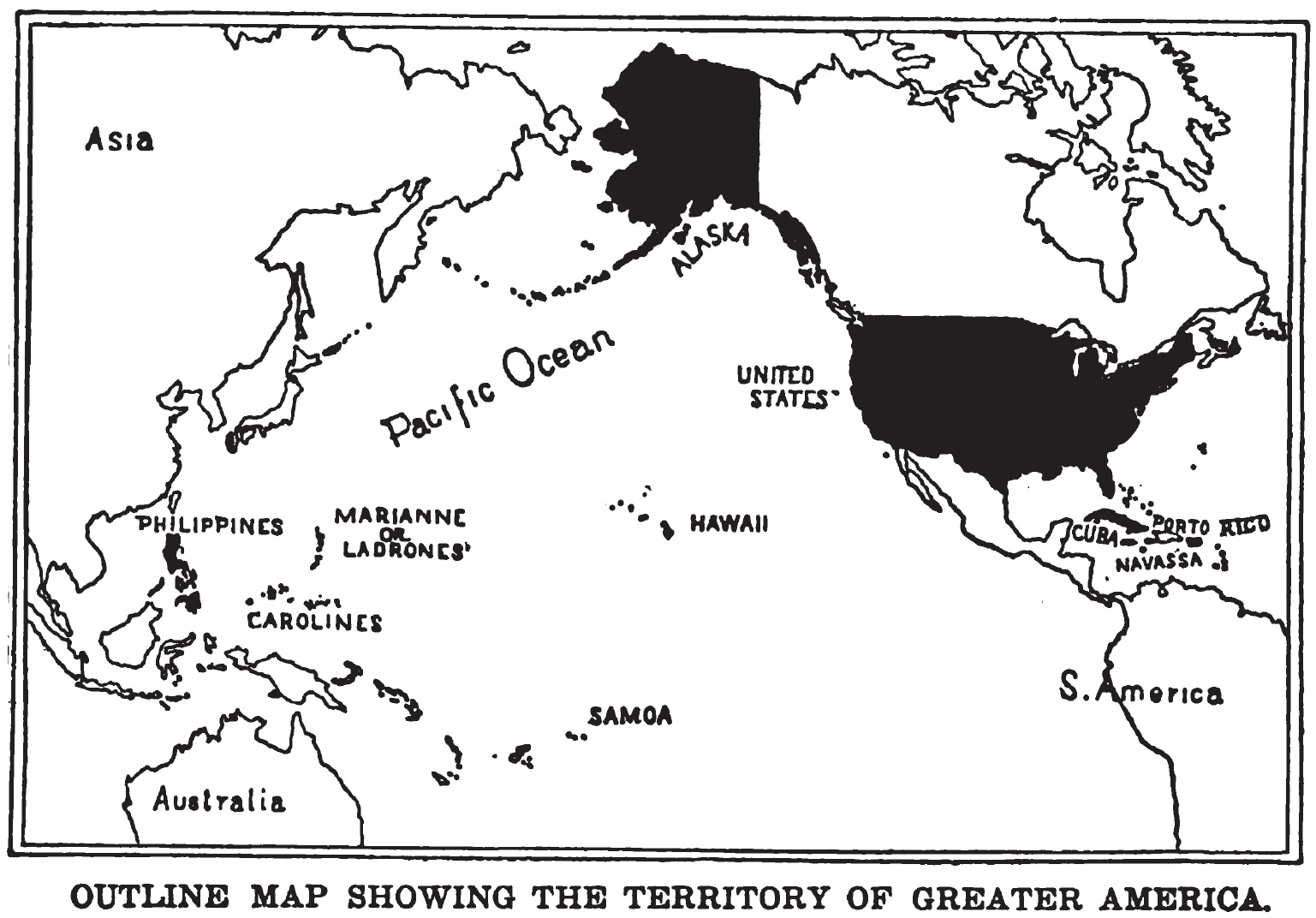
Post– "Greater America"의 스페인-미국 전쟁 지도

19세기 말부터 시작하여 1898년 미국-스페인 전쟁과 의화단 운동을 계기로 미국은 북미 대륙을 넘어 세계에서 더욱 두드러진 역할을 행사했다. 미국-스페인 전쟁 이후 미국 정부는 자국 산업을 발전시키기 위해 보호주의를 채택하고 '대백색함대'라는 해군을 창설했다. 1901년 시어도어 루즈벨트는 대통령에 취임하면서 고립주의에서 벗어나 타국 문제에 개입한다는 외교 정책의 전환을 가속화했다. 이는 윌리엄 매킨리 전 대통령 시절부터 시작된 것이었다.
예를 들어, 미국은 새로 획득한 필리핀에 대한 통제권을 공고히 하기 위해 제1필리핀 공화국 과 필리핀-미국 전쟁을 치렀다. 1904년에 Roosevelt는 미국이 파나마 운하 건설을 약속하여 파나마 운하 구역을 만들었다. 간섭주의는 1904년 루즈벨트의 먼로 독트린에 대한 추론 에서 미국이 아메리카 대륙 어디에서나 개입할 수 있는 권리를 선언하면서 공식적으로 표현되었다.
1914년 제1차 세계대전이 발발한 후, 미국은 갈등을 피하면서도 평화 조정을 시도하는 비개입 정책을 추진했다. 이후 우드로우 윌슨 대통령은 전쟁이 너무 중요하다고 생각해 미국이 평화 회의에서 목소리를 내야 한다고 주장했다. 미국은 공식적으로 연합국의 일원이 아니었지만 1917년 자칭 "연합국"으로 전쟁에 참전했다. 처음에 미국은 소규모 군대를 보유했지만 징병제법이 통과된 후 280만 명을 징집했고 1918년 여름에는 매일 10,000명의 신병을 프랑스에 파견했다. 전쟁은 1919년 베르사유 조약으로 끝났다. 그 후 미국은 1919년 베르사유 조약을 승인하거나 공식적으로 국제 연맹에 가입하는 것을 거부하면서 고립주의 정책을 채택했다.
전간기 동안 경제적 보호주의가 미국에서 자리를 잡았는데, 특히 경제학자들이 대공황을 장기화하고 전 세계적으로 퍼뜨린 것으로 인정하는 스무트-홀리 관세법 의 결과로 확고해졌다. 1934년부터 상호무역협정법을 통해 무역자유화가 이루어지기 시작했다.
1939년 제2차 세계대전이 발발하면서 의회는 1930년대의 중립법을 완화했지만 유럽 전쟁 참전은 여전히 반대했다. 1940년 미국은 군사력에서 18위를 기록했다. 중립 순찰대에는 미국 구축함이 바다에서 싸우고 있었지만 의회는 전쟁 상태를 선포하지 않았다. 미국 여론은 여전히 고립주의적이었다. 800,000명의 회원으로 구성된 미국 우선 위원회(America First Committee)는 미국이 무기대여 프로그램을 통해 영국과 소련에 군사 원조를 팔았음에도 불구하고 유럽 분쟁에 대한 미국의 개입을 격렬하게 반대했다.
네 가지 자유 연설로 알려진 1941년 연두교서에서 프랭클린 D. 루즈벨트 대통령은 불간섭주의의 전통을 깨뜨렸다. 그는 이미 전쟁에 참여하고 있는 동맹국을 돕는 미국의 역할을 설명했다. 8월까지 루즈벨트 대통령과 윈스턴 처칠 영국 총리는 전후 세계의 목표를 정의하기 위해 대서양 헌장의 초안을 작성했다. 1941년 12월 일본은 진주만에서 미국 함대에 대한 공격을 포함하여 동남아시아와 중앙 태평양에 대한 거의 동시 공세로 미국과 영국 영토를 공격했다. 이러한 공격으로 인해 미국과 영국은 일본에 선전포고를 했다. 3일 후, 독일과 이탈리아는 미국에 선전포고를 했고, 미국도 이에 응했다.
전쟁 중에 4대 강대국(미국, 영국, 소련, 중국)이 만나 전후 세계를 계획했다. 평화를 유지하기 위한 노력의 일환으로 연합국은 1945년 10월 24일에 존재하게 된 유엔을 결성하고 1948년에 모든 회원국의 공통 표준으로 세계 인권 선언을 채택했다. 미국은 영국과 긴밀히 협력하여 IMF, 세계은행, NATO를 설립했다.

## 팍스 아메리카나
팍스 아메리카나는 서구 세계의 상대적인 평화를 상징하며, 부분적으로는 20세기 중반부터 미국이 누렸던 권력의 우세에서 비롯된 것이다. 이 용어는 20세기 후반에 주로 사용되었지만 20세기 다른 시대에도 사용되었다. 현대적 의미는 1945년 제2차 세계대전이 끝난 후 확립된 평화와 관련이 있다.

## 1945년 이후 특성
미국의 세기는 냉전을 통해 존재했으며 세계 양대 초강대국 중 가장 앞선 미국의 위상을 보여주었다. 냉전 이후 가장 일반적인 믿음은 오직 미국만이 초강대국으로 간주되는 기준을 충족시켰다는 것이다. 그것의 지리적 영역은 약 937만 km 2 의 면적으로 세계에서 네 번째로 큰 주를 구성한다. 1990년 미국 인구는 2억 4,870만 명으로 당시 4번째로 큰 국가였다.
20세기 중후반에 미국의 정치적 위상은 강력한 자본주의 연방과 입헌공화국으로 규정되었다. 유엔 안전보장이사회 상임이사국과 영국 과 프랑스 가 상임이사국이 되었다. 미국은 자본주의 서유럽, 라틴 아메리카, 영연방 및 여러 동아시아 국가( 한국, 대만, 일본 )와 강력한 유대 관계를 유지했다. 그것은 우익 독재와 자본주의 민주주의 모두와 동맹을 맺었다.
아메리칸 센추리는 미국의 정치적 영향력 뿐만 아니라 경제적 영향력을 포함한다. 20세기 동안 세계의 많은 국가들은 종종 그들의 인구들의 의지에 반하여 워싱턴 합의의 경제 정책을 채택했다. 미국의 경제적 영향력은 20세기 말에는 세계에서 가장 큰 경제를 보유한 것 때문에 강력했다. 미국은 광물, 에너지 자원, 금속, 목재에 풍부한 자원과 대규모이며 현대화된 농업 산업과 대규모 산업 기반을 보유하고 있었다. 미국 달러는 브레튼 우즈 시스템 하에 우세한 세계 유류통화였다. 미국의 시스템은 공급과 수요에 기반한 자본주의 경제 이론에 근거하고 있었으며, 즉 생산은 고객의 요구에 따라 결정되는 것이었다. 미국은 G7 주요 경제국과 동맹 관계를 맺고 있었으며, 미국의 경제 정책 권고안은 국제통화기금(IMF), 세계은행 및 미국 재무부와 같은 워싱턴 D.C. 기반의 국제 기관들이 개발도상국의 위기에 시달리는 국가들을 위해 촉진하는 "표준" 개혁 패키지였다.

미군 기지가 있는 국가, 2016년 기준

미국의 군대는 월등한 규모의 해군 중심으로 발전한 군대로, 세계에서 가장 높은 군사 지출을 가지고 있었다. 미국 해군은 세계에서 가장 큰 해군이었으며, 최다의 항공모함과 전 세계에 기지를 보유하고 있었다 (특히 서쪽, 남쪽 및 동쪽에 있는 워사 소계국가를 둘러싼 불완전한 "링" 내에 위치하고 있다). 냉전 초기에는 미국이 세계에서 가장 큰 핵 무기고를 보유하고 있었으며, 세계에서 가장 큰 군대 중 하나와 가장 큰 두 개의 공군 중 하나를 보유하고 있었다. 서유럽에 있는 강력한 군사 동맹국(북대서양 조약 기구 국가)은 자체적인 핵 능력을 가지고 있었다. 미국은 중앙정보국을 통해 강력한 국제적인 정보망을 보유하고 있었다.
종종 미국화로 알려진 미국의 문화적 영향은 미국 음악, TV, 영화, 예술 및 패션의 다른 국가에 대한 영향뿐만 아니라 언론의 자유 및 기타 보장된 권리에 대한 열망에서 볼 수 있다. 엘비스 프레슬리, 마이클 잭슨, 마돈나 등 미국 팝스타들이 세계적인 스타가 됐다.

## 비판과 사용
비평가들은 Luce의 " 진고적인 선교적 열정"을 비난했다. 다른 사람들은 20세기 말과 미국 세기에 주목했다. 가장 유명한 것은 2003년 자서전 Kingdom of Fear : Loathsome Secrets of a Star Crossed Child in the Last Days of the American Century라는 제목을 붙인 고 정신 이상자 저널 리스트 Hunter S. Thompson다.
새 천년이 도래하면서 일리노이 대학의 비평가들은 특히 중국의 부상 과 관련하여 미국이 초강대국 지위를 잃고 있는지 여부가 논쟁의 대상이라고 말했다. 다른 분석가들은 1917년 미국의 제1차 세계 대전 참전과 2017년 45대 대통령 취임 사이에 "미국의 세기"가 딱 들어맞는다고 주장했다
조지 프리드먼과 같은 다른 학자들은 "21세기는 미국의 세기가 될 것이다"라며 21세기의 헤게모니를 규정한다.

## 같이 보기
- 팍스 아메리카나
- 미국 예외주의
- 미국 제국주의
- 영국의 제국 세기
- 중국 세기
- 황금기
- 새로운 세계 질서